# Светозар Марковић
Светозар Марковић (Зајечар, 21. септембар 1846 — Трст, 10. март 1875) био је српски публициста, социјалиста, књижевни критичар, филозоф и политички активиста из друге половине XIX века.

## Биографија
Рођен је у Зајечару, од оца Радоја, среског начелника, и мајке Стане који су имали још петоро деце, ћерке Катарину, Персиду, Христину и Милицу и сина Јеврема. Радоје се као удовац оженио 1853. Маријом - Мацом (1822—1905), рођеном Рајић, удовицом Пантелејмина - Панте Перишића (1817—1852). Радоје Марковић је умро 1854. године, о деци се старала његова друга жена Марија.
Гимназију је учио у Крагујевцу и у Београду, године 1863, где је започео студије технике, које је касније наставио у Петрограду као стипендиста српске владе. У Београду је почео да се занима за политику и књижевност, а на њега су утицали Вук Караџић, као и идеолог Либералне странке, Владимир Јовановић. Доцније је прешао да студира у Цирих.
У Петрограду је био укључен у рад руских револуционарних кружока, који су умногоме били следбеници руског аграрног социјалисте Николаја Чернишевског, услед чега је био приморан да напусти Русију, вративши се у Швајцарску где је почео да проучава научни социјализам. Након што је изнео оштре критике на рачун Јована Ристића и Блазнавца, Марковић је изгубио право на стипендију, те се враћа у Србију, где упознаје новинара Перу Тодоровића, будућег оснивача Народне радикалне странке, као и његову супругу, такође новинарку, Милицу Нинковић.
Као веома млад је почео да се бави публицистиком. Због чланка Српске обмане, објављеног у новосадској Застави 1869, изгубио је стипендију, пошто је у овом напису напао цео државни систем у Србији, а посебно бирократију. Оставши без средстава, вратио се у Србију где је почео да издаје лист Раденик, (1871—1872), а потом је 1873. у Крагујевцу издавао лист Јавност.
Светозар Марковић био је први поборник реалистичког правца у књижевности и социјалистички теоретичар. Сву своју делатност усмерио је у правцу решавања политичких проблема и припреме маса за остваривање грађанских права револуционарним путем. Његово главно дело, Србија на истоку, расправља о друштвеним, економским и политичким проблемима Србије са социјалистичких позиција. Врло рано је показао интересовање и за књижевне проблеме, образујући се под утицајем Чернишевског, Херцена и Доброљубова. Током 1872. године у Новом Саду пише своје дело Начела народне економије или наука о благостању, али ће ту књигу издати тек 1874. о трошку Пере Тодоровића.
Марковић је заступао идеју о балканској конфедерацији, као алтернативу националним експанзијама новостворених држава.
У јеку процвата романтизма у српској књижевности, објавио је чланак Певање и мишљење (1868), и потом расправу Реални правац у науци и животу, (1871—1872), којима је покушао да изазове преокрет у српској књижевности. По Марковићу, песници су били криви за рђав укус публике, сујеверје народа и одсуство јасних социјалних и културних перспектива тадашњег српског друштва. Он притом није штедео ни највеће песнике српског романтизма, Лазу Костића и Ђуру Јакшића, док је према Јовану Јовановићу Змају имао више обзира.
Уз критику тадашњег песништва, Марковић је оштро критиковао и ондашњу прозну књижевност, при чему је његов чланак Реални правац у науци и књижевности био широко заснована и утемељена расправа, заснована на научном социјализму, о историјским законитостима у друштву и о друштвеним процесима који су довели до тријумфа научног гледања на те законитости и процесе. По њему ти научни закони и процеси важе и за уметност, па према томе и за поезију. Његови чланци имали су веома велики утицај на даљи ток развоја српске књижевности, а посебно на стваралаштво младе генерације књижевника.
Ђура Јакшић је почео да пише песме са социјалном садржином. Змај, који је у својој политичкој поезији имао много елемената реализма је у потпуности подржавао покрет нове омладине, а од Марковићеве појаве на књижевној сцени све мање су се јављали песници, а све више прозни писци, готово увек са врло критичким ставом према савременим друштвеним збивањима.
Због напада на власт, године 1874. осуђен је на девет месеци затвора, из којег је изашао тешко нарушеног здравља.

### Болест и смрт Светозара Марковића
Када је изашао из пожаревачког затвора Светозар Марковић је већ био тешко болестан.
Крајем јануара 1875. године озбиљно нарушеног здравља  предаје редакцију листа "Ослобођење" листа своме пријатељу и једномишљенику Срети Анђелковићу. Одлази  у Јагодину, где се последњи пут види са братом Јевремом и осталим члановима своје породице. Брат га је том приликом наговорио да оде прво у Беч, да консултује специјалисте. Иако ни сам није био имућан, брат му је дао извесну суму новца за пут и лечење. Исто је тако учинио и његов друг и пријатељ Пера Тодоровић.
О Марковићевом доласку обавештени су другови који су студирали у Бечу. Можда ни у једној светској метрополи није у то доба студирао тако велики број српских омладинаца као у Бечу. Ту се одмах нашло неколико младих социјалиста који су га дочекали на железничкој станици. Они су га одвели најчувенијим бечким професорима, који су констатовали акутну туберкулозу и саветовали да што пре оде на југ, где ће му клима боље пријати.
Пре него што ће напустити Беч, Марковић је написао опширно писмо пријатељима у Србији. Он их моли да одрже “Ослобођење” у животу бар годину дана и даје им директиве за даљи рад.
Тек у Трсту, на путу за Далмацију, и њему самом постаје јасно да је катастрофа неизбежна. Умро је у потпуној самоћи, у тршћанској болници, у среду 10. марта 1875. године око 4 часа ујутру.
Када је сутрадан млађи ђакон Богољуб Топонарски приступио његовој постељи, он је већ био сасвим хладан. Пао је један предлог “да се сви тршћански Срби позову на погреб овог знаменитог човека”. Међутим, председник српске православне црквене општине клерикалац, одбио је овај предлог као тобоже неуместан, јер покојника у Трсту “нико није познавао”, а “потрошиће се 2-3 форинте на позиве”. Марковић је у Трсту сахрањен сасвим нечујно, само у присуству ђакона и црквеног тутора, без и једног цвета, без и једног говора, и без и једног пријатеља.
Београдска влада дознала је још истога дана за Марковићеву смрт. Министар иностраних дела Србије, Милан Богићевић, обраћа се аустроугарском генералном конзулу Бењамину Калају, с молбом да се сви списи  који се буду нашли у Марковићевој заоставштини конфискују и званичним путем доставе српској влади, пошто “постоји сумња” да се међу тим списима налази и списак “завереника” против кнеза Милана.
Преписка по овој ствари чува се у Државном архиву у Бечу, међу актима Информационог бироа. Богићевић је био код Калаја 10 марта, а већ сутрадан послао је Калај из Београда у Беч аустроугарском министру иностраних дела грофу Ђули Андрашију један шифровани телеграм који јасно открива шта је све Богићевић написао Калају о тобожњој завери Светозара Марковића против кнеза Милана и читавог “постојећег поретка” у Србији. Калајев телеграм Андрашију у преводу гласи:
“Српски министар иностраних дела замолимо ме је да Вашој Екселенцији упутим ову молбу: српски поданик Светозар Марковић, кога терети сумња због завере против кнеза Милана, умро је наводно у болници у Трсту. Српска влада наслућује да су се код њега налазили компромитујући документи о завереницима те молим Вашу Екселенцију за љубазност да наредите, да ти документи не доспу у стране руке, и да их званично доставе Кнежевској влади.”
Гроф Андраши је цео овај предмет препустио на даљу надлежност министру унутрашњих послова барону Ласеру, који је одмах издао телефонско наређење шефу полиције у Трсту да поступи по захтеву српске владе.
Већ сутрадан, (12. марта 1875), стигао је из Трста телеграм ове садржине: “Светозар Марковић је 10. о. м. овде умро: У његовој заоставштини нема никаквих списа. Његов нотес је узапћен и биће послат уз писмени извештај”.
Још истога дана шеф тршћанске полиције доставио је, по специјалном куриру министру Ласеру Марковићев нотес са исцрпним званичним извештајем, који јавља појединости о Марковићевој смрти и о покушају полицијског комесара Будина “да пронађе затражене документе” у његовој заоставштини, коју је преузео на чување ђакон Топонарски. Шеф полиције између осталог јавља:
“Будин ми је реферисао да је парох сасвим отворено изјавио да он не верује да се у Марковићевој заоставштини налазе списи и онда је у присуству комесара цео кофер отворио и претражио, али у њему није било списка. Парох је нашао и предао комесару свега један нотес са белешкама, чији значај не могох проценити и мени је част да га у прилогу доставим на даље расположење. Уколико сам могао да утврдим, Марковић овде ни са ким није долазио у обзир, осим са споменутим парохом.”
Министар Ласер доставио је одмах добивени извештај шефа тршћанске полиције, заједно са Марковићевим нотесом, министру Андрашију, уз ово пропратно писмо у Бечу 15. марта 1875:
“Позивајући се на жељу кнежевске српске владе, коју ми је Ваша Екселенција кратким путем саопштила, ради добијања конкретних обавештења о наводној смрти српског поданика Светозара Марковића у болници у Трсту и ради службеног преузимања списа који су се налазили у његовом власништву, част ми је Вашој Екселенцији ставити на располагање, у вези са послатим телеграмом шефа полиције из Трста, приложени извештај истога, заједно са нотесом, нађеним у заоставштини преминулог Светозара Марковића”.
Већ 13. марта послао је гроф Андраши из Беча у Београду конзулу Калају шифрован телеграм ове садржине: “Према телеграму шефа полиције из Трста, Светозар Марковић је тамо умро 10. марта. У његовој заоставштини нема никаквих списа. Нотес је узапћен и биће достављен.”
После десетак дана, добивши из Трста још један сличан извештај да су и даља трагања остала без резултата, Андраши је по куриру послао Калају у Београд Марковићев нотес, препис извештаја шефа тршћанске полиције са пропратним писмом у коме службено јавља “да се код Светозара Марковића нису нашли никакви компромитујући списи, нити писма.” Истовремено, Андраши јавља Калају: “Марковићев леш експедован је медицинару Михаилу Спиридоновићу у Беч, у коју је сврху брат преминулог уплатио 200 форината”.
Калај је о свему овоме службено известио министра унутрашњих дела Милана Богићевића у Београду и доставио му и Марковићев нотес.
Када је стигао у Трст, Светозарев брат Јеврем Марковић дознао је од Топонарског између осталога, и све појединости о истрази шефа полиције и комесара Будина, о полицијском прегледу заоставштине и о одузимању нотеса. Вративши се у Београд, Јеврем Марковић је покушавао да добије одузети нотес, али је управник града Београда то одбијао, упућујући га на председника владе и министра унутрашњих послова Данила Стефановића. Но све је било узалуд. Стефановић је увек налазио изговоре да ствар одложи, а после је дошла промена владе, први српско-турски рат, Тополска буна и стрељање Јеврема Марковића као тобожњег учесника у буни. Доцније се на овај нотес заборавило. Али, већ сама чињеница да је он задржан, сведочи можда о значају његове садржине. Шта је у њему било, остало је непознато.
Док су се у Србији вршиле припреме за сахрану, посмртни остаци великог социјалистичког борца путовали су из Трста, преко Беча и Пеште, за отаџбину, у његов завичај.
Сахрањен је у Јагодини. Споменик на гробу Светозара Марковића у Јагодини са црвеним буктињама, подигнут је 22. септембра 1946. године, на 100-годишњицу рођења „лучоноше социјализма у Србији и на Балкану”.

После Другог светског рата Јагодина је преименована у Светозарево где су потом одржавани "Светозареви сусрети" од 1975. године до средине 80-тих година прошлог века.
Постоји Кућа Светозара Марковића у Крагујевцу.
На кући у којој је током изгнанства у Новом Саду живео постоји спомен плоча. Кућа је била у власништву трговца Димитрија Станишића, налази се у улици Златне греде број 21.
Године 1981. снимљена је телевизијска серија „Светозар Марковић”. По њему је названа ОШ „Светозар Марковић” Београд.